# Kettenschmiedemuseum Sichtigvor

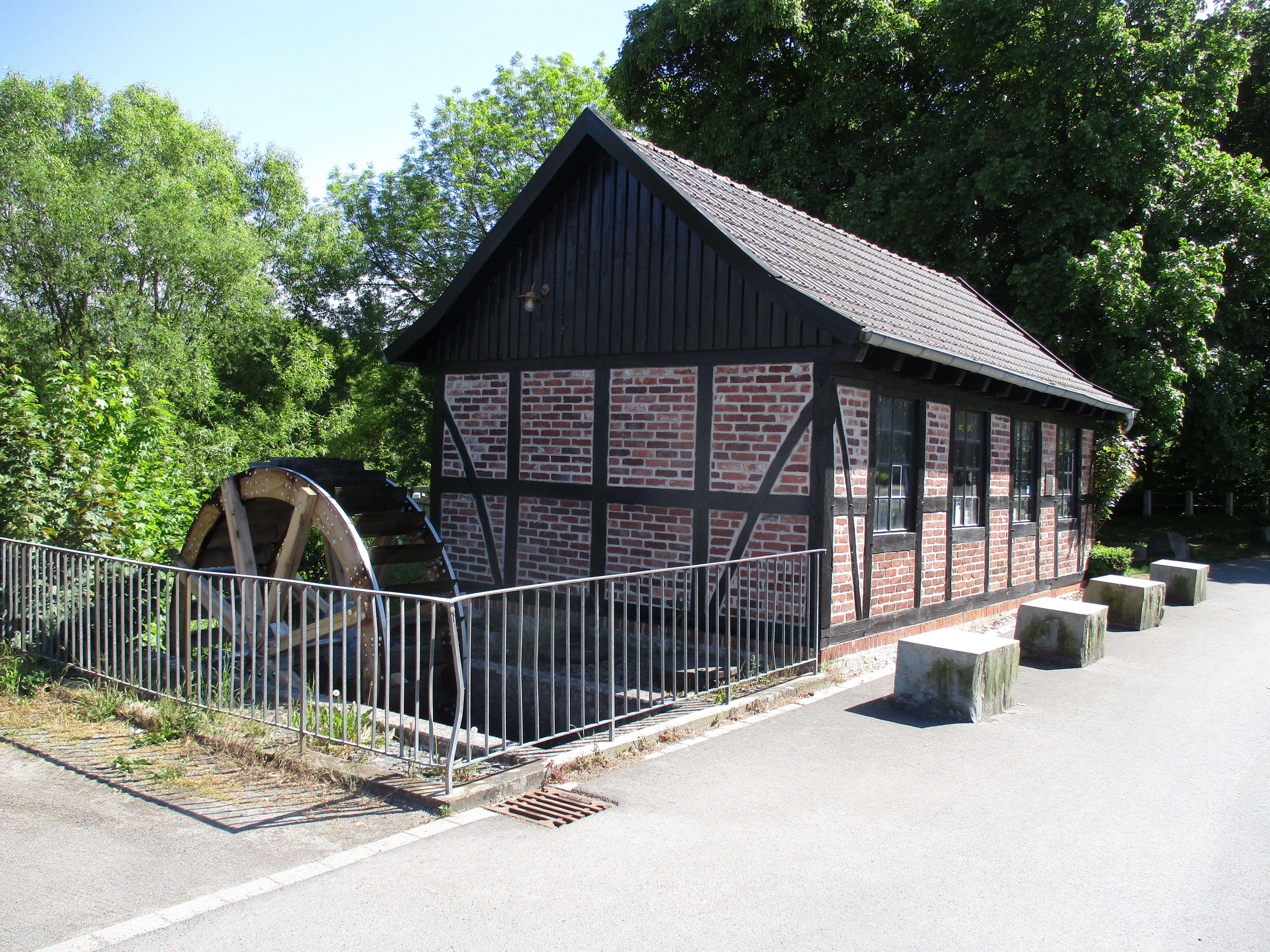
Das Kettenschmiedemuseum in Warstein-Sichtigvor (2025)

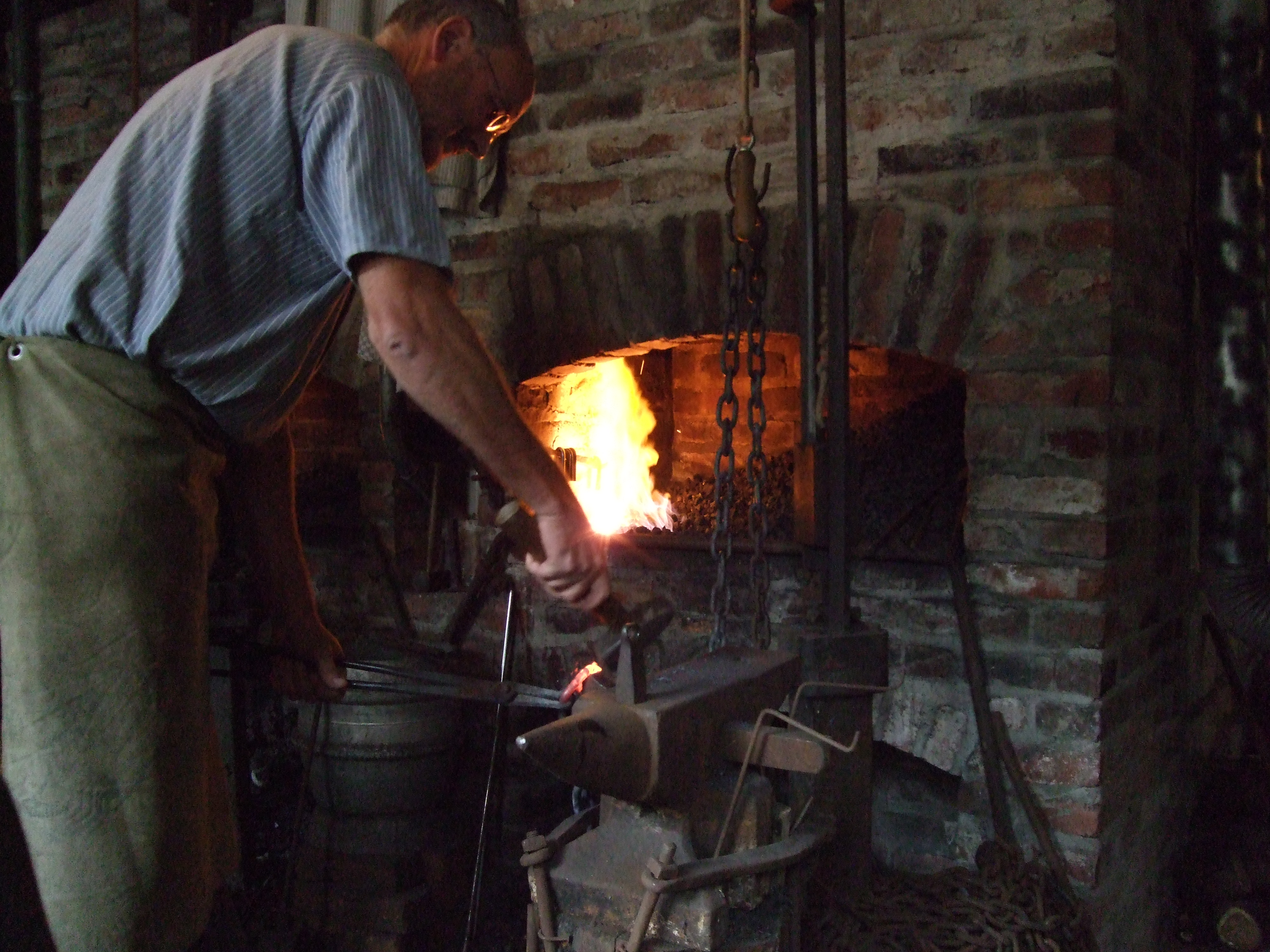
Vorführen des Schmiedevorgangs

Im Kettenschmiedemuseum im Warsteiner Ortsteil Sichtigvor wird die handarbeitliche Herstellung von Ketten gezeigt, wie sie früher von Kettenschmieden ausgeübt wurde. Es ist ein Nachbau einer kleinen Heimschmiede, wie sie von 1840 bis 1970 häufig im Haupt- oder Nebenerwerb durch Einwohner Sichtigvors und anderer Orte im Tal der Möhne betrieben wurden.
Das Gebäude wurde im Jahre 1984 vom Arbeitskreis für Heimatpflege des Kirchspiels Mülheim mit zwei funktionsfähigen Essen errichtet. 1990 wurde ein Wasserrad montiert. Im Gegensatz zu den historischen Vorbildern, welche den Blasebalg der Schmiedeöfen antrieben, stellt es seit 1997 mit Hilfe eines Gleichstromgenerators die Beleuchtung des Hauses sicher. Drei Jahre lang wurde das Museum in einem Umbau von 26 m² auf 45 m² erweitert und am 11. Oktober 2008 wiedereröffnet.